# Marcel Kohler
Marcel Kohler (geboren 7. November 1991 in Mainz) ist ein deutscher Schauspieler und Regisseur.

## Leben und Werk
Kohler studierte ab 2011 an der Hochschule für Schauspielkunst „Ernst Busch“ Berlin und erlangte sein Diplom in der Saison 2014/15. Bereits während seines Studiums spielte und inszenierte er am BAT, der Studiobühne seiner Hochschule, übernahm aber auch tragende Rollen an der Schaubühne am Lehniner Platz und am Deutschen Theater Berlin. Am BAT erarbeitete er unter anderem die Rolle des Robespierre in Büchners Dantons Tod (angeleitet von Christian Grashof) und des Franz Biberkopf in Döblins Berlin Alexanderplatz (inszeniert von Angelika Waller).
Kohler war Stipendiat der Studienstiftung des Deutschen Volkes und wurde mehrfach ausgezeichnet. Der Theaterhistoriker und Juror Klaus Völker beschrieb ihn als feinnervigen, intelligenten Charakterspieler, der „seine Partner immer in überraschendes Zusammenspiel“ verwickele. Zwischen 2015 und 2023 war Kohler festes Ensemblemitglied am Deutschen Theater Berlin. Im Sommer 2015 debütierte er in einer Stephan-Kimmig-Inszenierung von Goethes Clavigo bei den Salzburger Festspielen. Zur Spielzeit 2023/24 wechselte er fest in das Ensemble der Schaubühne am Lehniner Platz. Neben Theaterrollen agiert er auch im Film.
Kohler ist Enkel und Ur-Enkel der Kunst- und Glasmaler Wolf-Dieter und Walter Kohler.

## Bühnenrollen (Auswahl)
- 2010: Hagen in Pommerenings Die Nibelungen – Staatstheater Mainz, Regie: Walburg Schwenke
- 2013: Mauler in Brechts Die heilige Johanna der Schlachthöfe – Schaubühne am Lehniner Platz Berlin, Regie: Peter Kleinert
- 2014: Alexander in Gorkis Wassa Schelesnowa – Deutsches Theater Berlin, Regie: Stephan Kimmig
- 2015:Arkadij Nikolajitsch Kirsanow in Turgenevs / Riels Väter und Söhne – Deutsches Theater Berlin, Regie: Daniela Löffner
- 2015: Benvoglio in Shakespeares Romeo und Julia – Deutsches Theater Berlin, Regie: Christopher Rüping
- 2016 Tom Wingfield in Williams Die Glasmenagerie – Deutsches Theater Berlin, Regie: Stephan Kimmig
- 2020 mehrere Rollen in Boccaccios Decamerone – Gogol Center Moskau und Deutsches Theater Berlin, Regie: Kiril Serebrennikov
- 2021: Johannes Vockerat in Hauptmanns Einsame Menschen – Deutsches Thater Berlin, Regie: Daniela Löffner
- 2021: Elis in Hofmannsthals Das Bergwerk zu Falun – Salzburger Festspiele, Regie: Jossi Wieler

## Filmographie (Auswahl)
- 2022: Alle reden übers Wetter, Regie: Annika Pinske
- 2023: Wurzeln und Flügel, Regie: Anatol Schuster

## Auszeichnungen
- 2012: Internationaler Wettbewerb für neue Theatertexte Lingue in Scena! des Goethe-Instituts und der Buchmesse Turin (für sein Stück Costa)
- 2013: Best Acting Prize beim 3. Internationalen Festival der Schauspielschulen in Peking
- 2014: O.E. Hasse-Preis
- 2016: Alfred-Kerr-Darstellerpreis
- 2016: Nachwuchsschauspieler des Jahres (Theater heute)[4]
- 2017 Daphne-Preis der Theatergemeinde Berlin für herausragende junge Darsteller
- 2023 Kunstpreis Berlin Jubiläumsstiftung 1848 / 1948  Darstellende Kunst, Akademie der Künste Berlin